# Martin Kneser
Pour les articles homonymes, voir Kneser.
Martin Kneser (21 janvier 1928 – 16 février 2004 à Göttingen) est un mathématicien allemand qui a travaillé en algèbre, en particulier sur les formes quadratiques et les groupes algébriques.

## Biographie
Martin Kneser est fils du mathématicien Hellmuth Kneser et petit fils d'Adolf Kneser. Il a étudié à partir de 1945 dans les universités de Tübingen, de Göttingen et de Berlin et soutint sa thèse, dirigée par Erhard Schmidt, en 1950 à Berlin. Il fut assistant à l'université de Münster (en 1951, auprès de Martin Eichler) puis de Heidelberg, où il passa son habilitation. Il fut ensuite professeur non titulaire de mathématiques à l'université de la Sarre à Sarrebruck (du 1er avril au 31 décembre 1958), puis professeur à Munich à partir de 1959 et à Göttingen de 1963 à 1993.
Kneser travailla principalement sur la théorie des formes quadratiques et sur les groupes algébriques, mais est aussi connu pour sa simplification de la démonstration du théorème de d'Alembert-Gauss et son travail en théorie des graphes. La conjecture de Kneser, en 1955, conduisit au développement de la combinatoire topologique. László Lovász la reformula en termes de nombres chromatiques de graphes « de Kneser » et la démontra en 1978.
Martin Kneser a reçu en 1981 la médaille Carl Friedrich Gauss de la Société des sciences de Brunswick (de) et en 1997, le prix von Staudt, pour ses contributions à la théorie des formes quadratiques.
Il a eu plus de vingt-cinq étudiants de thèse, dont Hans-Volker Niemeier (en), Albrecht Pfister, Norbert Schappacher et Ulrich Stuhler (en).

## Sélection de publications
- (de) (avec Rudolf Scharlau), Quadratische Formen, Springer, 2002, 164 p. (ISBN 978-3-540-64650-1, lire en ligne) (Cours de Kneser à Göttingen dans les années 1970 et 1980, réédités par Scharlau)